# Saint Lucy (Barbados)
Saint Lucy è una parrocchia di Barbados.
Il territorio ha una superficie di 36 km² ed una popolazione di 9.758 abitanti (censimento 2010).
Il principale centro abitato è Checker Hall.